# Hypodoxa myriosticta
Hypodoxa myriosticta är en fjärilsart som beskrevs av Turner 1904. Hypodoxa myriosticta ingår i släktet Hypodoxa och familjen mätare. Inga underarter finns listade i Catalogue of Life.